# Championnat de France de basket-ball de Nationale masculine 2 2020-2021
 (octobre 2020).
Si vous disposez d'ouvrages ou d'articles de référence ou si vous connaissez des sites web de qualité traitant du thème abordé ici, merci de compléter l'article en donnant les références utiles à sa vérifiabilité et en les liant à la section « Notes et références ».
Navigation
2019-2020 2021-2022
La saison 2020-2021 du championnat de France de basket-ball de Nationale 2 est la 23e édition du championnat de France de basket-ball de Nationale masculine 2 sous cette dénomination. La NM2 est le quatrième plus haut niveau du championnat de France de basket-ball. Cinquante-six clubs répartis en quatre poules participent à la compétition. La NM2 est dirigée par la Fédération française de basket-ball, c'est le second niveau amateur. 

## Formule
Les 56 équipes participantes sont réparties en 4 poules de 14 équipes. Lors de la saison régulière, un championnat est disputé au sein de chaque poule en rencontres aller-retour.
À la fin de la saison, les deux premières équipes au classement de chacune des quatre poules se retrouvent pour disputer un quart de finale au meilleur des trois matchs. Les vainqueurs de ces quarts de finale seront promus en Nationale 1 pour la saison suivante, sous réserve d'acceptation de leurs finances par la DNCG. Les quatre vainqueurs se retrouvent également pour jouer un Final Four en deux jours sur terrain neutre. Le vainqueur de ce Final Four est désigné Champion de France de Nationale 2.

Fin mars 2020, la FFBB décide d'arrêter la saison 2019-2020 en raison du prolongement de la période de confinement. Ainsi, la saison blanche est décrétée et, par conséquent, il n'y aura aucune montée et descente. Cependant, les équipes en NM1 de Feurs et de La Charité-sur-Loire demandent leur rétrogradation, ce qui libère deux places pour l'échelon supérieur. Ainsi, les équipes de l'Union Rennes Basket et du Pays des Olonnes Basket, respectivement première et troisième au ranking fédéral, accèdent à la NM1,.

## Clubs participants
| \| Lyon SO Montbrison Golfe-Juan Le Cannet Sapela Marseille Ouest Lyonnais Aix-Venelles Sorgues Aubenas Hyères-Toulon La Ravoire-Challes La Pontoise Feurs Garonne Marmande Gardonne Horsarrieu Pornic Villeneuve-sur-Lot Montgaillard Rezé Agen Niort Poitiers Auch Laval Nantes Berck Fougères Calais Gravenchon Longueau-Amiens Loon-Plage Liévin Tourcoing Lille Le Mans Cambrai Poissy Juvisy Cergy-Pontoise Lons-le-Saunier Otterswiller Ste-Marie-Metz Maubeuge Holtzheim Jœuf Prissé-Mâcon Charleville-Mézières Recy Beaujolais La Charité Tremblay Gennevilliers Massy \| Localisation des clubs engagés dans le championnat. |
| Lyon SO Montbrison Golfe-Juan Le Cannet Sapela Marseille Ouest Lyonnais Aix-Venelles Sorgues Aubenas Hyères-Toulon La Ravoire-Challes La Pontoise Feurs Garonne Marmande Gardonne Horsarrieu Pornic Villeneuve-sur-Lot Montgaillard Rezé Agen Niort Poitiers Auch Laval Nantes Berck Fougères Calais Gravenchon Longueau-Amiens Loon-Plage Liévin Tourcoing Lille Le Mans Cambrai Poissy Juvisy Cergy-Pontoise Lons-le-Saunier Otterswiller Ste-Marie-Metz Maubeuge Holtzheim Jœuf Prissé-Mâcon Charleville-Mézières Recy Beaujolais La Charité Tremblay Gennevilliers Massy                                                           |

## Classements

### Poule A
| Rang | Équipe             | Pts | J | G | P | Pp  | Pc  | Diff |
| ---- | ------------------ | --- | - | - | - | --- | --- | ---- |
| 1    | La Pontoise        | 12  | 6 | 6 | 0 | 494 | 431 | 63   |
| 2    | Hyères-Toulon      | 10  | 6 | 4 | 2 | 486 | 409 | 77   |
| 3    | Aubenas            | 9   | 5 | 4 | 1 | 412 | 357 | 55   |
| 4    | Lyon SO            | 9   | 5 | 4 | 1 | 374 | 334 | 40   |
| 5    | Sorgues            | 9   | 6 | 3 | 3 | 472 | 490 | -18  |
| 6    | Salon-de-Provence  | 8   | 4 | 4 | 0 | 366 | 297 | 69   |
| 7    | La Ravoire-Challes | 7   | 5 | 2 | 3 | 368 | 389 | -21  |
| 8    | Montbrison         | 6   | 4 | 2 | 2 | 312 | 329 | -17  |
| 9    | Marseille          | 6   | 4 | 2 | 2 | 284 | 308 | -24  |
| 10   | Feurs R            | 5   | 4 | 1 | 3 | 311 | 304 | 7    |
| 11   | Golfe-Juan         | 5   | 4 | 1 | 3 | 272 | 324 | -52  |
| 12   | Aix-Venelles       | 5   | 5 | 0 | 5 | 372 | 406 | -34  |
| 13   | Ouest lyonnais     | 5   | 5 | 0 | 5 | 340 | 457 | -117 |
| 14   | Le Cannet          | 3   | 3 | 0 | 3 | 212 | 240 | -28  |

- Promotion en NM1
- R : Relégué de NM1 en 2020

### Poule B
| Rang | Équipe             | Pts | J | G | P | Pp  | Pc  | Diff |
| ---- | ------------------ | --- | - | - | - | --- | --- | ---- |
| 1    | Niort              | 10  | 5 | 5 | 0 | 376 | 321 | 55   |
| 2    | Laval              | 10  | 6 | 4 | 2 | 481 | 446 | 35   |
| 3    | Marmande           | 10  | 6 | 4 | 2 | 512 | 489 | 23   |
| 4    | Pornic             | 10  | 6 | 4 | 2 | 447 | 450 | -3   |
| 5    | Garonne            | 9   | 5 | 4 | 1 | 465 | 333 | 132  |
| 6    | Poitiers rés.      | 9   | 6 | 3 | 3 | 429 | 434 | -5   |
| 7    | Auch               | 9   | 6 | 3 | 3 | 465 | 473 | -8   |
| 8    | Rezé               | 9   | 6 | 3 | 3 | 459 | 503 | -44  |
| 9    | Agen               | 8   | 6 | 2 | 4 | 470 | 473 | -3   |
| 10   | Gardonne           | 8   | 6 | 2 | 4 | 355 | 458 | -103 |
| 11   | Horsarrieu         | 6   | 5 | 1 | 4 | 396 | 392 | 4    |
| 12   | Montgaillard       | 6   | 4 | 2 | 2 | 290 | 291 | -1   |
| 13   | Nantes rés.        | 5   | 4 | 1 | 3 | 299 | 313 | -14  |
| 14   | Villeneuve-sur-Lot | 5   | 5 | 0 | 5 | 345 | 413 | -68  |

- Relégué en NM3

### Poule C
| Rang | Équipe          | Pts | J | G | P | Pp  | Pc  | Diff |
| ---- | --------------- | --- | - | - | - | --- | --- | ---- |
| 1    | Poissy          | 12  | 6 | 6 | 0 | 504 | 406 | 98   |
| 2    | Fougères        | 11  | 6 | 5 | 1 | 424 | 386 | 38   |
| 3    | Loon-Plage      | 10  | 6 | 4 | 2 | 515 | 407 | 108  |
| 4    | Berck           | 10  | 6 | 4 | 2 | 478 | 419 | 59   |
| 5    | Cambrai         | 10  | 6 | 4 | 2 | 464 | 460 | 4    |
| 6    | Longueau-Amiens | 10  | 6 | 4 | 2 | 476 | 513 | -37  |
| 7    | Le Mans         | 9   | 6 | 3 | 3 | 415 | 414 | 1    |
| 8    | Cergy-Pontoise  | 8   | 5 | 3 | 2 | 409 | 358 | 51   |
| 9    | Gravenchon      | 8   | 6 | 2 | 4 | 457 | 468 | -11  |
| 10   | Juvisy          | 7   | 5 | 2 | 3 | 344 | 331 | 13   |
| 11   | Lille rés.      | 7   | 6 | 1 | 5 | 361 | 510 | -149 |
| 12   | Liévin          | 6   | 5 | 1 | 4 | 345 | 366 | -21  |
| 13   | Calais          | 6   | 5 | 1 | 4 | 405 | 451 | -46  |
| 14   | Tourcoing       | 6   | 6 | 0 | 6 | 406 | 514 | -108 |

- Promotion en NM1
- Relégué en NM3

### Poule D
| Rang | Équipe               | Pts | J | G | P | Pp  | Pc  | Diff |
| ---- | -------------------- | --- | - | - | - | --- | --- | ---- |
| 1    | Lons-le-Saunier      | 11  | 6 | 5 | 1 | 467 | 395 | 72   |
| 2    | Recy-Saint-Martin    | 10  | 6 | 4 | 2 | 476 | 485 | -9   |
| 3    | Otterswiller         | 10  | 6 | 4 | 2 | 442 | 415 | 27   |
| 4    | Charleville-Mézières | 9   | 5 | 4 | 1 | 438 | 375 | 63   |
| 5    | Prissé-Mâcon         | 9   | 5 | 4 | 1 | 378 | 323 | 55   |
| 6    | Beaujolais           | 9   | 5 | 4 | 1 | 438 | 406 | 32   |
| 7    | La Charité R         | 8   | 6 | 2 | 4 | 496 | 529 | -33  |
| 8    | Holtzheim            | 7   | 5 | 2 | 3 | 342 | 355 | -13  |
| 9    | Maubeuge             | 6   | 5 | 1 | 4 | 367 | 385 | -18  |
| 10   | Sainte-Marie-Metz    | 6   | 4 | 2 | 2 | 304 | 286 | 18   |
| 11   | Gennevilliers        | 5   | 4 | 1 | 3 | 282 | 334 | -52  |
| 12   | Massy                | 4   | 4 | 0 | 4 | 256 | 320 | -64  |
| 13   | Jœuf                 | 4   | 4 | 0 | 4 | 250 | 315 | -65  |
| 14   | Tremblay             | 1   | 1 | 0 | 1 | 78  | 91  | -13  |

- R : Relégué de NM1 en 2020

### Arrêt du championnat
Après l'arrêt du championnat fin octobre en raison du deuxième confinement, la fédération avait établi un plan visant à la reprise du championnat à partir du 13 février 2021. Cependant, il ne verra pas le jour puisque le 19 mars 2021, la FFBB annonce l'arrêt définitif du championnat de NM2 en raison du contexte sanitaire.
Ainsi, aucune équipe ne sera reléguée et deux promotions en NM1 sont proposées au clubs de NM2. Ce sont les clubs de LyonSo et de Cergy-Pontoise qui proposent les dossiers les plus convaincants et sont promus en NM1.